# Axoclinus storeyae
Axoclinus storeyae is een straalvinnige vissensoort uit de familie van de drievinslijmvissen (Tripterygiidae). De wetenschappelijke naam van de soort is voor het eerst geldig gepubliceerd in 1940 door Brock.